# Zumbro Falls
Zumbro Falls és una població dels Estats Units a l'estat de Minnesota. Segons el cens del 2000 tenia 177 habitants.

## Demografia
Segons el cens del 2000, Zumbro Falls tenia 177 habitants, 77 habitatges, i 46 famílies. La densitat de població era de 148,6 habitants per km².
Dels 77 habitatges en un 33,8% hi vivien nens de menys de 18 anys, en un 50,6% hi vivien parelles casades, en un 6,5% dones solteres, i en un 39% no eren unitats familiars. En el 33,8% dels habitatges hi vivien persones soles el 6,5% de les quals corresponia a persones de 65 anys o més que vivien soles. El nombre mitjà de persones vivint en cada habitatge era de 2,3 i el nombre mitjà de persones que vivien en cada família era de 3.
Per edats la població es repartia de la següent manera: un 26% tenia menys de 18 anys, un 9% entre 18 i 24, un 35% entre 25 i 44, un 21,5% de 45 a 60 i un 8,5% 65 anys o més.
L'edat mediana era de 37 anys. Per cada 100 dones de 18 o més anys hi havia 95,5 homes.
La renda mediana per habitatge era de 37.188 $ i la renda mediana per família de 53.750 $. Els homes tenien una renda mediana de 33.750 $ mentre que les dones 26.250 $. La renda per capita de la població era de 18.176 $. Entorn del 9,6% de les famílies i el 13,2% de la població estaven per davall del llindar de pobresa.

## Poblacions més properes
El següent diagrama mostra les poblacions més properes.